# Anacroneuria maritza
Anacroneuria maritza är en bäcksländeart som beskrevs av Bill P.Stark 1998. Anacroneuria maritza ingår i släktet Anacroneuria och familjen jättebäcksländor. Inga underarter finns listade i Catalogue of Life.